# Jan Carstensen
Jan Carstensen (* 1955) ist ein deutscher Volkskundler und Hochschullehrer. Von 2005 bis August 2022 war er Direktor des LWL-Freilichtmuseums Detmold.

## Leben und Wirken
Jan Carstensen studierte Volkskunde, Kunstgeschichte und Publizistik in Münster. Mit einer kulturgeschichtlichen Studie zum Brenntorf wurde er 1984 promoviert. Nach einem wissenschaftlichen Volontariat am Freilichtmuseum Detmold und einer zwischenzeitlichen Tätigkeit als wissenschaftlicher Referent beim Landschaftsverband Rheinland wurde Carstensen 1993 stellvertretender Leiter des Freilichtmuseums Detmold des Landschaftsverbandes Westfalen-Lippe, 2005 folgte er auf Stefan Baumeier als Direktor des Museums. Von 2011 bis 2015 war er Präsident des Verbandes Europäischer Freilichtmuseen, einer Unterorganisation des Internationalen Museumsrates ICOM. 2012 wurde ihm von der Universität Paderborn eine Honorarprofessur verliehen.
Ein Schwerpunkt von Carstensens Arbeit als Museumsdirektor liegt in der Erweiterung der Ausstellungs- und Vermittlungsarbeit um aktuelle Fragestellungen. Seit 2008 werden im Freilichtmuseum Detmold so genannte „Themenjahre“ als jährlich wechselnde Sonderausstellungen gezeigt, die historische Themen aus der westfälischen Kultur- und Alltagsgeschichte mit Gegenwartsfragen verknüpfen. Den Anschluss an die Zeitgeschichte stellen jüngste Wiederaufbauprojekte historischer Bauwerke her, die unter Carstensens Leitung im Freilichtmuseum realisiert wurden: eine Tankstelle aus Siegen-Niederschelden und das „Haus Stöcker“ aus Burgholdinghausen. Beide Bauwerke gehören zur „Baugruppe Siegerländer-Weiler“, in der die 1960er Jahre museal dargestellt werden. Die ökologische Ausrichtung des Freilichtmuseums Detmold wird von Carstensen betont, so wurden bereits Erhaltungsprojekte für alte Nutztierrassen und Nutzpflanzen erweitert,  ein Informationszentrum für Bienen eingerichtet und eine neue Veranstaltungsreihe „Freilichtgenuss“ mit Anspruch auf Nachhaltigkeit etabliert.
Carstensen setzt sich für die Errichtung eines neuen Eingangsgebäudes im Freilichtmuseum Detmold ein. Dieses soll eine ganzjährige Öffnung und die Realisierung großer Sonderausstellungen ermöglichen. Das neue Gebäude soll trotz der besonderen Anforderungen eines Museums möglichst CO2-neutral sein und dadurch Vorbildcharakter für andere Museen haben. Der Träger des Museums hat den Baubeginn für 2021 beschlossen.

## Veröffentlichungen (Auswahl)
- Torf. Gewinnung, Geschichte und Bedeutung in Schleswig-Holstein. (= Diss. Univ. Münster 1985), Osnabrück 1985
- Westfälisches Freilichtmuseum Detmold. Geschichte – Konzepte – Entwicklungen. (hrsg. mit Stefan Baumeier), Detmold 1996
- Zimmerwelten. Wie junge Menschen heute wohnen. (Hrsg.), Essen 2000
- Freilichtmuseum und Sachkultur. Festschrift für Stefan Baumeier zum 60. Geburtstag. (hrsg. mit Joachim Kleinmanns), Essen 2000
- Die Dinge umgehen? Sammeln und Forschen in kulturhistorischen Museen. (Hrsg.), Münster 2003
- Pflanzenvielfalt ländlicher Gärten. Internationales Symposium zum Garten-Erbe in Freilichtmuseen / Phytodiversity of Rural Gardens. International Symposium on Garden Heritage at Open-Air Museums. (Hrsg.), Detmold 2014
- Creating Museums. 50 Years Association of European Open-Air Museums / Museen erschaffen. 50 Jahre Verband Europäischer Freilichtmuseen. (hrsg. mit Katarina Frost), Münster 2016